# Zethus trimaculatus
Zethus trimaculatus är en stekelart som beskrevs av Cameron 1904. Zethus trimaculatus ingår i släktet Zethus och familjen Eumenidae. Inga underarter finns listade i Catalogue of Life.